# HD 199288
HD 199288 (HIP 103458 / GJ 9712 / LHS 503) es una estrella en la constelación de Microscopium de magnitud aparente +6,52. Se encuentra a 70,5 años luz de distancia del sistema solar.
HD 199288 es una enana amarilla de tipo espectral G2V cuya temperatura superficial está comprendida entre 5655 y 5780 K.
Su luminosidad es prácticamente igual a la luminosidad solar y tiene un tamaño ligeramente inferior al del Sol, con un radio de 0,97 radios solares.
Su metalicidad es sensiblemente inferior a la solar, con un contenido relativo de hierro equivalente al 22% del observado en el Sol; esta tendencia es más acusada para el manganeso, cuya abundancia relativa supone sólo el 14% de la encontrada en nuestra estrella.
Con una masa estimada de ~ 0,82 masas solares, puede tener una edad de 8100 millones de años.
A diferencia del Sol —y de la mayor parte de estrellas de nuestro entorno—, HD 199288 es considerada una estrella del disco grueso. Su órbita galáctica la lleva a alejarse un máximo de 880 parsecs respecto al centro del plano galáctico.